# الدوري الأوروغواياني لكرة القدم 1914
الدوري الأوروغواياني لكرة القدم 1914 (بالإسبانية: Campeonato Uruguayo de Primera División 1914)‏ هو الموسم 14 من  الدوري الأوروغواياني لكرة القدم. أشرف على تنظيمه اتحاد أوروغواي لكرة القدم، وكان عدد الأندية المشاركة فيه  8، وفاز فيه نادي ريفر بليت لكرة القدم.